# Árpád híd autóbusz-állomás
Az Árpád híd autóbusz-állomás egy budapesti helyközi autóbusz-állomás, melyet a Volánbusz üzemeltet 1986 óta. Az állomásról induló buszok az Árpád hídon, majd pedig a 10-es főúton keresztül közlekednek Pilisvörösvár, Dorog és Esztergom felé.
2015 végén az állomás helyén nagyszabású építkezés kezdődött, a korábbi épületet elbontották. A tervek szerint (2023-ra) az új épületegyüttesben helyet kap majd az állomás is, addig az Árbóc és Visegrádi utcákban kialakított megállókat lehet használni. Az Árbóc utcában végül 2020. augusztus elsején nyílt meg a - lecsökkent forgalom miatt négy kocsiállásosra zsugorodott - végleges terminál. A bérletpénztár az Agora Budapest irodaház "A" épületének földszintjére költözött.

## Története
A főváros 1974-ben kidolgozott egy közlekedésfejlesztési koncepciót, amely többek között a belváros tehermentesítését is tartalmazta. Ennek értelmében a központi autóbusz-állomást lépésekben decentralizálták, a távolsági buszforgalmat irányonkénti végállomások megépítésével olyan helyszínekre helyezték át, ahol a legjobb közlekedési kapcsolatok, a leggyorsabb megközelítési lehetőségek biztosítottak voltak, elsősorban a metró hálózat fejlesztésére alapozva. Ennek részeként 1986-ban a Budapestről a Dunakanyarba és Észak-Magyarországra induló járatok számára az Árpád híd mellett létesítettek autóbusz-pályaudvart. Az új terminál a megszüntetett Bulcsú utcai és az átmenő megállóvá lefokozott, 1968-ban megnyílt Bécsi úti végállomás forgalmát is átvette. Az állomás épülete csak 1988-ra készült el. Napi 20 000 fős forgalomra tervezték 1550 m2-en.
2010-ig a Dunakanyarba, valamint a Vác térsége felé közlekedő járatok is innen indultak. Az akkor megnyitott Újpest-Városkapu autóbusz-állomásra kerültek át.
A XIII. kerület 2005-ben kidolgozta az „Európa-terv XIII.” városfejlesztési programot, amelynek keretében az ún. Északi Belváros részeként egy regionális központ valósult volna meg a buszpályaudvar és a Sconto áruház helyén, és a területet 2007-ben eladták. A 2008-as gazdasági válság miatt a tervek akkor nem valósultak meg, de több új terv is készült. Végül 2015-ben kezdődtek meg a munkák a területen, és az építkezés idejére az állomás november 7-én az Árbóc utca páros oldalára költözött az Árpád center mellé, majd 2018 márciusában továbbköltözött a szomszédos Visegrádi utcába.
2016-ban a terület a Göncz Árpád városközpont része lett.

## Megközelítése tömegközlekedéssel
- Metró:
- Villamos:  1, 1A
- Busz:  26, 32, 34, 106, 120
- Elővárosi busz:  800, 815, 820, 821, 830, 832, 840, 848
- Éjszakai busz:  901, 918, 950, 950A